# Rupert (Virgínia de l'Oest)
Rupert és una població dels Estats Units a l'estat de Virgínia de l'Oest. Segons el cens del 2000 tenia 940 habitants.

## Demografia
Segons el cens del 2000, Rupert tenia 940 habitants, 402 habitatges, i 254 famílies. La densitat de població era de 471,3 habitants per km².
Dels 402 habitatges en un 27,4% hi vivien nens de menys de 18 anys, en un 49,8% hi vivien parelles casades, en un 11,2% dones solteres, i en un 36,6% no eren unitats familiars. En el 32,1% dels habitatges hi vivien persones soles el 16,7% de les quals corresponia a persones de 65 anys o més que vivien soles. El nombre mitjà de persones vivint en cada habitatge era de 2,27 i el nombre mitjà de persones que vivien en cada família era de 2,86.
Per edats la població es repartia de la següent manera: un 21,8% tenia menys de 18 anys, un 7,8% entre 18 i 24, un 24,6% entre 25 i 44, un 26,1% de 45 a 60 i un 19,8% 65 anys o més.
L'edat mediana era de 42 anys. Per cada 100 dones de 18 o més anys hi havia 77,5 homes.
La renda mediana per habitatge era de 20.250 $ i la renda mediana per família de 26.932 $. Els homes tenien una renda mediana de 20.662 $ mentre que les dones 17.159 $. La renda per capita de la població era d'11.554 $. Entorn del 19,9% de les famílies i el 25,2% de la població estaven per davall del llindar de pobresa.

## Poblacions més properes
El següent diagrama mostra les poblacions més properes.